# ジョー・ウォルトン
ジョー・ウォルトン（Jo Walton、1964年12月1日 – ）は、イギリス系カナダ人SF作家、詩人である。女性。
1964年、英国ウェールズ・アバーデア生まれ。
ランカスター大学(en:University of Lancaster)で学んだ。
2002年にカナダに移住した。
2002年にジョン・W・キャンベル新人賞、2004年に世界幻想文学大賞、2008年にプロメテウス賞を受賞した。
また、2011年の『図書室の魔法』で、2012年のヒューゴー賞・ネビュラ賞・英国幻想文学大賞を受賞した。
2014年にジェイムズ・ティプトリー・ジュニア賞を受賞した。

## 主な受賞歴
- 2002年 ジョン・W・キャンベル新人賞
- 2004年 世界幻想文学大賞長編部門（『ドラゴンがいっぱい！』に対して）
- 2008年 プロメテウス賞（『暗殺のハムレット』に対して）
- 2010年 ミソピーイク賞ファンタジー長編部門（Lifelodeに対して）
- 2011年 ネビュラ賞長編部門（『図書室の魔法』に対して）
- 2012年 ヒューゴー賞長編部門（『図書室の魔法』に対して）
- 2012年 英国幻想文学大賞ファンタジー長編部門（『図書室の魔法』に対して）
- 2014年 ジェイムズ・ティプトリー・ジュニア賞（『わたしの本当の子どもたち』に対して）
- 2015年 全米図書館協会RUSA賞女性小説部門（『わたしの本当の子どもたち』に対して[1]）
- 2015年 ローカス賞ノンフィクション部門（What Makes This Book So Greatに対して）

## 主な著作

### 長編
- Sulien series
  - The King's Peace (2000)
  - The King's Name (2001)
  - The Prize in the Game (2002)
- Tooth and Claw (2003)　『アゴールニンズ』／『ドラゴンがいっぱい！ アゴールニン家の遺産相続奮闘記』
- Small Change trilogy《ファージング》三部作 
  - Farthing (2006)　『英雄たちの朝 ファージング1』
  - Ha'penny (2007)　『暗殺のハムレット ファージング2』
  - Half a Crown (2008)　『バッキンガムの光芒 ファージング3』
- Lifelode (2009)
- Among Others (2011)　『図書室の魔法』
- My Real Children (2014) 『わたしの本当の子どもたち』
- Thessaly trilogy
  - The Just City (2015)
  - The Philosopher Kings (2015)
  - Necessity (2016)
- Poor Relations (2018)

### ノンフィクション
- What Makes This Book So Great (2015)
- An Informal History of the Hugos (2018)

## 邦訳作品
- 『アゴールニンズ』（和爾桃子訳、早川書房、2005年）
  - 『ドラゴンがいっぱい! アゴールニン家の遺産相続奮闘記』に改題（和爾桃子訳、ハヤカワ文庫FT、2008年）
- 『英雄たちの朝 ファージング1』（茂木健訳、創元推理文庫、2010年）
- 『暗殺のハムレット ファージング2』（茂木健訳、創元推理文庫、2010年）
- 『バッキンガムの光芒 ファージング3』（茂木健訳、創元推理文庫、2010年）
- 『図書室の魔法』（茂木健訳、創元SF文庫、2014年）
- 『わたしの本当の子どもたち』（茂木健訳、創元SF文庫、2017年）